# Coupe d'Europe des nations de rugby à XIII 1947-1948
Navigation
Édition précédente Édition suivante
La Coupe d'Europe des nations de rugby à XIII 1948 est la huitième édition de la Coupe d'Europe des nations de rugby à XIII, elle se déroule du 20 septembre 1947 au 11 avril 1948, et oppose l'Angleterre, la France et le Pays de Galles. Ces trois nations composent le premier niveau européen.
L'Angleterre remporte son quatrième titre européen.

## Villes et stades
| Wigan (Angleterre)         | Swansea (Pays de Galles)                        | Bordeaux (France)          | Huddersfield (Angleterre)    | Marseille (France)            |
| -------------------------- | ----------------------------------------------- | -------------------------- | ---------------------------- | ----------------------------- |
| Central Park 18 000 places | St Helens Rugby and Cricket Ground 4 500 places | Parc Lescure 25 000 places | Fartown Ground 25 000 places | Stade Vélodrome 35 000 places |
| Central Park, Wigan        | St Helens Rugby Ground, Swansea                 | Parc Lescure, Bordeaux     | Fartown Ground               | Stade Vélodrome, Marseille    |

## Les équipes

### France
L'entraîneur de l'équipe de France est Jean Duhau.
| Nom                | Âge | Matchs (Ptsmarqués) pendant l'édition | Club               |
| ------------------ | --- | ------------------------------------- | ------------------ |
| José Audignon      | 28  | 1 (0)                                 | Bordeaux-Bayonne   |
| Jean Barreteau     | 25  | 2 (12)                                | Roanne             |
| Lucien Barris      | 26  | - (-)                                 | Roanne             |
| André Béraud       | 24  | 4 (3)                                 | Marseille          |
| Gabriel Berthomieu | 23  | 4 (0)                                 | Albi               |
| Élie Brousse       | 26  | 4 (0)                                 | Marseille          |
| Robert Caillou     | 29  | 2 (0)                                 | Bordeaux-Bayonne   |
| Germain Calbète    | 29  | 1 (0)                                 | Carcassonne        |
| Gaston Calixte     | 24  | 2 (3)                                 | Villeneuve-sur-Lot |
| Bernard Cesses     | 27  | 1 (0)                                 | Albi               |
| Gaston Comes       | 24  | 1 (0)                                 | XIII Catalan       |
| Raymond Contrastin | 22  | 1 (0)                                 | Roanne             |
| Joseph Crespo      | 22  | 1 (0)                                 | Roanne             |
| Paul Déjean        | 26  | 3 (12)                                | XIII Catalan       |
| René Duffort       | 24  | 3 (3)                                 | Roanne             |
| Henri Durand       | 32  | 2 (0)                                 | Marseille          |
| André Hatchondo    | 24  | 1 (0)                                 | Marseille          |
| Albert Kaemph      | 24  | 1 (0)                                 | Paris              |
| Odé Lepes          | 23  | 4 (6)                                 | Bordeaux-Bayonne   |
| Louis Llari        | 23  | 2 (0)                                 | Carcassonne        |
| Michel Lopez       | 26  | 0 (-)                                 | Cavaillon          |
| Raoul Pérez        | 24  | 1 (0)                                 | Marseille          |
| Puig-Aubert        | 22  | 2 (20)                                | Carcassonne        |
| Henri Riu          | 27  | 1 (0)                                 | Roanne             |
| Pierre Taillantou  | 27  | 3 (0)                                 | Roanne             |
| Frédéric Trescazes | 25  | 2 (9)                                 | Carcassonne        |
| Ambroise Ulma      | 25  | 3 (0)                                 | XIII Catalan       |
| Fernand Vigouroux  |     | - (0)                                 | Villeneuve-sur-Lot |
| Marcel Volot       | 30  | 1 (0)                                 | Paris              |

## Classement
| Classement |                |   |   |   |   |    |    |     |
|            | Équipe         | J | V | N | D | PP | PC | Pts |
| 1          | Angleterre     | 4 | 4 | 0 | 0 | 73 | 40 | 8   |
| 2          | France         | 4 | 2 | 0 | 2 | 74 | 78 | 4   |
| 3          | Pays de Galles | 4 | 0 | 0 | 4 | 48 | 77 | 0   |

| 20 septembre 1947 | Angleterre     | 10 - 8  | Pays de Galles | Central Park, Wigan             |
| 25 octobre 1947   | Angleterre     | 20 - 15 | France         | Fartown Ground, Huddersfield    |
| 23 novembre 1947  | France         | 29 - 21 | Pays de Galles | Parc Lescure, Bordeaux          |
| 6 novembre 1947   | Pays de Galles | 7 - 18  | Angleterre     | St Helens Rugby Ground, Swansea |
| 20 mars 1948      | Pays de Galles | 12 - 20 | France         | St Helens Rugby Ground, Swansea |
| 11 avril 1948     | France         | 10 - 25 | Angleterre     | Stade Vélodrome, Marseille      |